# George Davies
George Kweku Davies (Freetown, Sierra Leona, 16 de noviembre de 1996) es un futbolista sierraleonés que juega como delantero en el SKN St. Pölten de la 2. Liga de Austria.

## Trayectoria

### Inicios
Comienza su formación como profesional en el club de su ciudad FC Johansen. Luego decide emigrar de su país para obtener oportunidades de desarrollo en Ghana, en la academia de fútbol Right to Dream Academy con una estancia de dos semanas. Participando con la academia en el torneo International Swiss U-16 Cup en Liechenstein, logra consagrarse como máximo anotador del evento, lo que llama la atención del club inglés Manchester City en hacerse con sus servicios.
Comienza su carrera profesional en el SpVgg Greuther Fürth alemán en el año 2014. Se lo describe como un jugador con gran técnica y extraordinaria velocidad y fortaleza, el cual puede desempeñarse de forma ofensiva por ambas bandas de terreno de juego. Se ha comparado con el jugador Baba, por sus habilidades en el uno a uno.

## Selección nacional

### Selección absoluta
Recibe su primera convocatoria el año 2012 en el encuentro entre Sierra Leona y Cabo Verde. Representó a Sierra Leona en el Torneo Copa de Naciones de la WAFU 2013, torneo subregional con jugadores que participan exclusivamente en equipos locales de sus respectivas naciones. Fue catalogado como el mejor jugador de su representativo de su país, registrándose un gol en el empate a 2 goles ante el equipo de Benín.
Realizó su debut como internacional absoluto de la selección de fútbol de Sierra Leona el 8 de junio de 2013 a la edad de 16 años, 6 meses y 23 días, ante su similar de Túnez, válido por la tercera ronda de clasificación para la Copa Mundial de Fútbol de 2014 en el Estadio Nacional de Sierra Leona. Ingresó como titular y fue sustituido en el minuto 75. El resultado del encuentro fue de empate a 2 goles.